# Park Eun-Chul
Park Eun-Chul (Cheongju, Corea del Sur, 18 de enero de 1981) es un deportista surcoreano especialista en lucha grecorromana donde llegó a ser medallista de bronce olímpico en Pekín 2008.

## Carrera deportiva
En los Juegos Olímpicos de 2008 celebrados en Pekín ganó la medalla de bronce en lucha grecorromana de pesos de hasta 55 kg, tras el luchador ruso Nazyr Mankiev (oro) y el azerbaiyano Rovshan Bayramov (plata).